# Astérix et Cléopâtre (filme)
Astérix et Cléopâtre é um filme de animação franco-belga de aventura, lançado em 1968. É a segunda aventura de Astérix a ser transformada em filme, só que desta vez, foi supervisionado pelos criadores originais, Goscinny e Uderzo (que não tiveram nenhum envolvimento na produção do primeiro filme, Asterix the Gaul). 
É o primeiro filme a apresentar três sequências de canções individuais e uma pontuação mais variada do que o filme anterior. O filme contém elementos de sátira e humor surreal, que são bastante proeminentes.

## Enredo
No Egito antigo, a rainha Cleópatra e Júlio César estavam tendo uma discussão sobre a falta de fé que o povo egípcio tem sobre Júlio César. Indignada, Cleópatra entra em uma aposta, alegando que ela poderá construir um magnífico palácio para ele em Alexandria dentro de três meses. Ela passa essa tarefa ao seu melhor arquiteto, Numerobis (apesar de suas deficiências), informando que se tiver sucesso terá ouro, mas se falhar será comida de crocodilo. Assombrado e perturbado, acreditando que a tarefa é impossível sem algum tipo de magia, Numerobis viaja para a Gália para procurar ajuda do famoso druida Panoramix. 
Panoramix concorda em ir para o Egito com Numerobis, enquanto Astérix e Obelix insistem em acompanhá-los e Obelix leva escondido seu fiel cachorro Idefix. A caminho do Egito, o navio de Numerobis é recebido por uma gangue de piratas, mas Astérix e Obelix derrotam os piratas com facilidade. Ao chegarem ao Egito, fica claro que Numerobis não é um arquiteto talentoso; nas palavras de Cleópatra, seus prédios são "motivo de chacota para quem não mora neles". Seu rival, Amonbofis, propõe que eles colaborem para construir o palácio de César a tempo e dividir a recompensa entre eles; o problema é que Numerobis sozinho será jogado para os crocodilos caso eles falhem. Ele recusa e Amonbofis jura vingança.